# Michael Maccoby
Pour les articles homonymes, voir Maccoby.
Michael Maccoby, né à Mount Vernon le 5 mars 1933 et mort le 5 novembre 2022, est un anthropologue et psychanalyste américain, connu pour son travail sur le profil des leaders, notamment la profil narcissique.
Il est l'auteur de quinze livres, dont notamment The Gamesman (en français Le Joueur) et Narcissistic Leaders.

## Biographie
Il est diplômé de du Mexican Institute of Psychoanalysis où il a étudié sous la direction d’Erich Fromm avec lequel il a écrit Social Character in Mexican Village. Selon Joseph Jaworski, Fromm le considérait comme son "protégé" .
Puis il écrit The Gamesman, un best seller mondial, ouvrage dans lequel il introduit une typologie des leaders : l’artisan (The Craftman), l’homme de l’organisation (The Organisation Man), l’homme de combat (The Jungle Fighter) et le joueur (The Gamesman), et le concept de leadership narcissique.
En 2000 il reçoit le prix McKinsey pour son article « Narcissistic Leader. The Incredible Pros, the Inévitable Cons ».

## Idées
Maccoby écrit une critique assez virulente des leaders narcissiques. Il considère que la société leur donne fréquemment une place excessive. Il note que le monde a besoin du développement d'autres formes de leadership. Ses idées sont fréquemment convoquées pour qualifier les leaders du temps présent, tel Donald Trump et Bezos, ou pour dessiner les contours d'une alternative,,. Ainsi Benoit Bertelot dans Atlantico, considère-t-il que Bezos rentre dans la catégorie proposée par Maccoby des narcissiques productifs, qui ont en commun un « manque de figure paternelle à laquelle s’identifier, qui les pousse à créer leur propre super ego, et à définir eux-mêmes le sens de leur existence. Ils ont peu de limites, à part la honte que serait l’échec de leur vision, de leur ambition. ».

## Vie privée
Il s'est marié en 1959 avec Sandylee Weille ; ils ont quatre enfants.

### En Français
- Le Joueur, InterEditions, 1980.
- Travailler pourquoi ? Une nouvelle théorie de la motivation, InterEditions, 1990.

## Articles
- « Narcissistic Leaders: The Incredible Pros, the Inevitable Cons », Harvard Business Review, January-February 2000.

## Article annexe
- Eric Fromm
- Leadership narcissique
- Narcissisme